# Avocazione (ordinamento penale italiano)
L'avocazione è un istituto giuridico del diritto processuale penale italiano. Consiste nel potere riconosciuto al pubblico ministero di grado superiore di far proprie le attribuzioni normalmente demandate all'ufficio del pubblico ministero di grado inferiore per il compimento di determinati atti.

## Casi di avocazione
Di regola le procure generali della Repubblica non hanno la titolarità dell'attività investigativa, tuttavia possono far proprie determinate attribuzioni mediante avocazione quando:
- in conseguenza dell'astensione o dell'incompatibilità del magistrato della procura della Repubblica designato per svolgere le indagini non sia stato possibile provvedere, o si sia omesso di farlo, alla sua tempestiva sostituzione;
- nell'ipotesi di indagini collegate condotte da più procure della Repubblica nell'ambito dello stesso distretto di Corte d'appello, a causa del mancato coordinamento tra gli uffici si verifichi una stasi o un inadeguato sviluppo del procedimento;

Ulteriori casi di avocazione sono:
1. nel caso in cui il Pubblico Ministero non eserciti l'azione penale nei termini di legge;
2. quando il Pubblico Ministero non richieda l'archiviazione nei termini di legge;
3. quando il Procuratore generale non concordi con la richiesta di archiviazione del Pubblico Ministero che ha condotto le indagini preliminari;

Funzioni investigative sono attribuite per reati di criminalità organizzata all'Ufficio della Procura nazionale antimafia, che le esercita sempre mediante avocazione, nel momento in cui non sia stato possibile promuovere o rendere effettivo il coordinamento tra le procure distrettuali interessate.

## Riferimenti normativi
- Codice di procedura penale